# Tomáš Chorý
Tomáš Chorý (Olomouc, 26 de enero de 1995) es un futbolista checo que juega en la demarcación de delantero para el S. K. Slavia Praga de la Liga de Fútbol de la República Checa.

## Trayectoria
Tras empezar a formarse como futbolista con el S. K. Sigma Olomouc, finalmente en 2014 subió al primer equipo, haciendo su debut como futbolista profesional en segunda división el 22 de febrero de 2014 en un encuentro contra el S. K. Slavia Praga. Tras cuatro años en el club y dos Druha Liha, en 2018 fichó por el F. C. Viktoria Plzeň. Con este equipo jugó 91 partidos y anotó 20 goles en algo más de dos temporadas y media, abandonando temporalmente la entidad en octubre de 2020 para jugar cedido en el SV Zulte Waregem.

## Selección nacional

### Participaciones en Eurocopas
| Copa          | Sede     | Resultado    | Partidos | Goles |
| ------------- | -------- | ------------ | -------- | ----- |
| Eurocopa 2024 | Alemania | Primera fase | 2        | 0     |

## Clubes
| Club                      | País            | Año       | Partidos | Goles |
| ------------------------- | --------------- | --------- | -------- | ----- |
| S. K. Sigma Olomouc       | República Checa | 2014-2018 | 86       | 28    |
| F. C. Viktoria Plzeň      | República Checa | 2018-2020 | 91       | 20    |
| SV Zulte Waregem (cedido) | Bélgica         | 2020-2021 | 16       | 4     |
| F. C. Viktoria Plzeň      | República Checa | 2021-2024 | 135      | 44    |
| S. K. Slavia Praga        | República Checa | 2024-     | 45       | 20    |

## Palmarés

### Campeonatos nacionales
| Título                               | Club                 | País            | Año  |
| ------------------------------------ | -------------------- | --------------- | ---- |
| Druha Liha                           | S. K. Sigma Olomouc  | República Checa | 2015 |
| Druha Liha                           | S. K. Sigma Olomouc  | República Checa | 2017 |
| Liga de Fútbol de la República Checa | F. C. Viktoria Plzeň | República Checa | 2018 |
| Liga de Fútbol de la República Checa | F. C. Viktoria Plzeň | República Checa | 2022 |
| Liga de Fútbol de la República Checa | S. K. Slavia Praga   | República Checa | 2025 |